# Enrique Martínez Ossola
Enrique Martínez Ossola (* 3. Juni 1952 in Córdoba) ist ein argentinischer römisch-katholischer Geistlicher und Weihbischof in Santiago del Estero.

## Leben
Enrique Martínez Ossola empfing am 11. März 1978 durch den Bischof von La Rioja, Bernhard Heinrich Witte OMI, das Sakrament der Priesterweihe.
Am 19. Juni 2017 ernannte ihn Papst Franziskus zum Titularbischof von Aquipendium und zum Weihbischof in Santiago del Estero. Der Bischof von La Rioja, Marcelo Daniel Colombo, spendete ihm am 18. August desselben Jahres die Bischofsweihe; Mitkonsekratoren waren der Bischof von Santiago del Estero, Vicente Bokalic Iglic CM, und der Bischof von Jujuy, César Daniel Fernández.